# 希雷 (希姆基夫齊長老區)
49°45′59″N 25°51′2″E / 49.76639°N 25.85056°E
希雷（羅馬化：Shyly）是烏克蘭的村落，位於該國西部捷爾諾波爾州，由克列梅涅茨區負責管轄，處於卡爾納奇夫卡附近的日拉克河源頭，面積0.48平方公里，2001年人口350。